# Camí del Coratge
El Camí del Coratge (en lituà: Drąsos Kelias) va ser un partit polític populista de Lituània.
Fundat al 2012 per partidaris de Drąsius Kedys, que afirmava que els funcionaris de justícia havien encobert una xarxa de pedòfils després que la seva filla hagués estat abusada sexualment. Kedys va morir en circumstàncies poc clares el 2010. Entre els fundadors del partit hi havia Neringa Venckienė, germana de Drąsius Kedys i exjutge. El nom del partit fa al·lusió al nom de pila de Kedys, Drąsius, que significa "el valent".
A les eleccions legislatives de 2012 va obtenir el 8% dels vots i set diputats, entre els quals la pròpia Neringa Venckienė. Un any després, però, la Seimas votaria per la retirada de la immunitat de Neringa, fugint als Estats Units sol·licitant asil polític. El juny de 2014, Venckienė va ser destituïda i se li va retirar el mandat. El novembre de 2019, va ser extraditada a Lituània, on va ser alliberada sota fiança i jutjada per delictes relativament menors. Va ser declarada culpable el 2021 i condemnada a 21 mesos de presó, però va ser alliberada per la pena ja complerta.
Tanmateix, com a conseqüència de la polèmica entorn Neringa Venckienė i la manca de lideratge en el grup, la facció es dissoldria durant la legislatura per manca de membres, els quals anirien abandonant la formació. A les següents eleccions el partit s'enfonsaria perdent tota la seva representació, mantenint-se en l'àmbit extraparlamentari fins a la seva dissolució al 2024.

## Resultats electorals

### Eleccions legislatives
| Any  | Vots                 | %                    | Escons               | +/–                  | Govern               |
| ---- | -------------------- | -------------------- | -------------------- | -------------------- | -------------------- |
| 2012 | 109,448              | 8.34 (#5)            | 7 / 141              | 7                    | Suport extern        |
| 2016 | 3,498                | 0.29 (#14)           | 0 / 141              | 7                    | Extraparlamentari    |
| 2020 | 13,337               | 1.18 (#13)           | 0 / 141              | =                    | Extraparlamentari    |
| 2024 | No hi van participar | No hi van participar | No hi van participar | No hi van participar | No hi van participar |